# Ralph Backstrom
Ralph Gerald Backstrom (* 18. September 1937 in Kirkland Lake, Ontario; † 7. Februar 2021 in Windsor, Colorado, USA) war ein kanadischer Eishockeyspieler, der von 1958 bis 1977 für die Canadiens de Montréal, Los Angeles Kings und Chicago Black Hawks in der National Hockey League sowie die Chicago Cougars, Denver Spurs, Ottawa Civics und New England Whalers in der World Hockey Association auf der Position des Centers gespielt hat.

## Karriere
Als Junior spielte er bei den Canadien junior de Montréal in der QJHL, bevor er im Seniorenbereich für die Hull-Ottawa Canadiens tätig war. Bereits in der Saison 1956/57 durfte er bei den Canadiens de Montréal für drei Spiele NHL-Luft schnuppern, doch er kehrte bald ins Farmteam nach Hull-Ottawa zurück. Schon 1956 hatte er zum ersten Mal um den Memorial Cup gespielt, mit Hull-Ottawa schaffte er es 1957 erstmals in die Finals, wo man den Gastgebern aus Flin Flon unterlag. Im dritten Anlauf 1958 klappte es dann endlich und als Mannschaftskapitän führte Backstrom, der damals als eines der größten Talente galt, sein Team zum Memorial-Cup-Gewinn. Scotty Bowman war damals Trainer des Teams und feierte seinen ersten Erfolg als Trainer.
Zur Saison 1958/59 wollte man ihn bei den Rochester Americans in der American Hockey League langsam aufbauen. Doch schon in der Vorbereitung, die er mit den Montréal Canadiens bestritt, beeindruckte er die Verantwortlichen, so dass man ihn in den NHL-Kader holte. Er dankte es mit 40 Scorerpunkten und der Calder Memorial Trophy, die ihm als besten Rookie der Saison verliehen wurde. Am Ende der Saison gewann er seinen ersten von insgesamt sechs Stanley Cups. In seiner zweiten Spielzeit brachte er es nur auf 28 Punkte, aber durch sein defensiv orientiertes Spiel hatte er einen Platz im Team sicher. Er stand im Schatten der großen Stars Jean Béliveau und Henri Richard, doch gemeinsam mit Claude Provost zählte er zu den hartnäckigsten und zähsten Spielern seiner Zeit.
Ende der 1960er Jahre wuchs seine Unzufriedenheit und er wollte die Canadiens verlassen. Er startete fast widerwillig in die Saison 1970/71 und wechselte im Januar 1971 zu den Los Angeles Kings. Die Canadiens gaben ihn günstig ab, waren dabei aber nicht uneigennützig. Man hatte von den Oakland Seals deren Erstrunden-Draftpick erworben und hoffte, dass die Seals als schwächstes Team der NHL den ersten Pick erhielten. So wollte man den talentierten Guy Lafleur verpflichten. Doch Los Angeles spielte eine schlechte Saison und es war zu befürchten, dass sie Letzter der NHL wurden. Backstrom half, die Kings auf den vorletzten Platz zu bringen. Zum Ende der Saison 1972/73 wechselte er noch für einige Spiele zu den Chicago Black Hawks.
Er blieb in Chicago, wechselte aber Team und Liga. Die Chicago Cougars in der World Hockey Association holten den erfahrenen Backstrom, der es dort in seinem ersten Jahr auf 83 Punkte brachte. Er wurde auch für die Summit Series 1974 nominiert, wo die All-Stars der WHA gegen die Nationalmannschaft der Sowjetunion spielten. In einer Reihe mit Gordie und Mark Howe zählte er zu den herausragenden Spielern der Serie. Als in der Saison 1974/75 die Cougars vor dem finanziellen Aus standen waren es Backstrom gemeinsam mit Dave Dryden und Pat Stapleton, die das Team übernahmen. Es gelang ihnen jedoch nicht, das Team über das Saisonende am Leben zu erhalten. Mit einem Großteil der Teams wechselte er zu den Denver Spurs, doch auch dieses Team stand auf wackligen Beinen. Zum Jahreswechsel wollte man das Team mit einem Umzug nach Ottawa retten, aber auch das misslang und es folgte die Auflösung. Er kam durch einen durchgeführten Dispersal Draft zu den New England Whalers. Hier spielte er noch eine sehr ordentliche Saison 1976/77, bevor er seine Karriere beendete.
Anfang der 1980er Jahre kehrte er als Assistenztrainer zu den Los Angeles Kings zurück. Später trainierte er die Teams der University of Denver und die Phoenix Roadrunners in der International Hockey League.

## Sportliche Erfolge
- Memorial Cup: 1958
- Stanley Cup: 1959, 1960, 1965, 1966, 1968 und 1969

### Persönliche Auszeichnungen
- Calder Memorial Trophy: 1959
- Paul Deneau Trophy: 1974
- Teilnahme am WHA All-Star Game: 1974, 1975, 1976 und 1977
- Teilnahme am NHL All-Star Game: 1958, 1959, 1960, 1962, 1965 und 1967